# Список населённых пунктов Борисоглебского района Ярославской области
Список населённых пунктов Борисоглебского района Ярославской области России.
Населённые пункты Борисоглебского района Ярославской области

## А
- Аверково (д.)
- Аксеньково (д.)
- Акулово (д.)
- Александрово (д.)
- Алексино (д.)
- Алешкино (д.)
- Андреевское (Андреевская с/а) (с.)
- Андреевское (Демьяновская с/а) (д.)
- Андрейцево (д.)
- Антониха (д.)
- Архипово (д.)
- Афонасово (д.)

## Б
- Бараново (д.)
- Басино (д.)
- Баскачи (д.)
- Беглицево (д.)
- Бекренево (д.)
- Бережки (д.)
- Березники (Андреевская с/а) (д.)
- Березники (Покровская с/а) (д.)
- Бечмерово (д.)
- Боловино (д.)
- Большое Хвастово (д.)
- Борисовское (с.)
- Борисоглебский (п.)
- Бородино (д.)
- Борушка (д.)
- Брюхово (д.)
- Буйкино (д.)
- Булаково (д.)
- Булдырица (д.)
- Бурмакино (д.)

## В
- Варусово (д.)
- Верзино (с.)
- Вёртлово (д.)
- Веска (с.)
- Власьево (д.)
- Внуково (с.)
- Волосово (д.)
- Вощажниково (с.)
- Высоково (Вощажниковская с/а) (д.)
- Высоково (Высоковская с/а) (с.)
- Высочково (д.)

## Г
- Гавино (д.)
- Гартово (д.)
- Георгиевское (с.)
- Глазково (д.)
- Глинка (д.)
- Голубково (д.)
- Голузино (д.)
- Гора Сипягина (д.)
- Горки (д.)
- Городище (д.)
- Горшково (д.)
- Грезилово (д.)
- Григорово (д.)
- Губино (д.)

## Д
- Давыдово (с.)
- Демьяны (д.)
- Денисьево (д.)
- Дергалово (д.)
- Деревеньки (Неверковская с/а) (д.)
- Деревеньки (Высоковская с/а) (с.)
- Добрынское (д.)
- Долгополово (д.)
- Домнино (д.)
- Дорки (д.)
- Дубойково (д.)
- Душилово (д.)
- Дыбково (д.)
- Дьяконцево (д.)
- Дядьково (д.)

## Е
- Емельянниково (д.)
- Ермолино (д.)
- Есеплево (д.)

## Ж
- Жадимирово (д.)

## З
- Заболотье (д.)
- Завражье (д.)
- Задубровье (д.)
- Закедье (с.)
- Заречье (д.)
- Зачатье (с.)
- Звенячево (с.)
- Звягино (д.)
- Зелёный Бор (д.)
- Землево (д.)
- Зманово (д.)
- Зубарево (с.)
- Зубово (д.)
- Зубцово (д.)

## И
- Иваново-Рудаково (с.)
- Ивановское (с.)
- Ивашево (д.)
- Иверцево (д.)
- Инальцино (д.)
- Иевлево (д.)
- Иевцево (д.)
- Ильинское (с.)
- Ильково (д.)
- Исаево (д.)

## К
- Казариново (д.)
- Каликино (д.)
- Камешково (д.)
- Карпунино (д.)
- Кедское (д.)
- Кишкино (д.)
- Клинцево (д.)
- Кожлево (д.)
- Козино (д.)
- Козлово (Покровская с/а) (д.)
- Козлово (Яковцевская с/а) (д.)
- Комарово (д.)
- Кондаково (с.)
- Кондитово (д.)
- Копытово (д.)
- Коробцово (д.)
- Коротылево (д.)
- Коскино (д.)
- Костенчугово (д.)
- Костьяново (д.)
- Красново (с.)
- Краснораменье (д.)
- Красный Октябрь (п.)
- Куземино (д.)
- Кузнечиха (д.)
- Кузьмадино (д.)
- Кузьминское (д.)
- Кузяево (д.)
- Куклино (д.)
- Кучеры (д.)
- Кушниково (д.)

## Л
- Лавреньково (д.)
- Ларионцево (д.)
- Ласково (д.)
- Латка (п.)
- Легково (д.)
- Лекино (д.)
- Лехоть (д.)
- Лодыгино (д.)
- Лужки (д.)
- Луковня (д.)
- Лянино (д.)
- Ляхово (д.)

## М
- Маклоково (д.)
- Малахово (с.)
- Малое Хвастово (д.)
- Марково (с.)
- Мартемьяново (д.)
- Марьинское (д.)
- Маурино (д.)
- Миново (д.)
- Мичково (д.)
- Момотово (д.)
- Монастырское (д.)
- Мостищи (п.)
- Мясниково (с.)

## Н
- Неверково (с.)
- Неньково (д.)
- Никиткино (д.)
- Никифорцево (д.)
- Никола-Березники (с.)
- Никола-Бой (с.)
- Николо-Пенье (с.)
- Никульское (Давыдовская с/а) (д.)
- Никульское (Неверковская с/а) (с.)
- Новинки (д.)
- Ново (Селищенская с/а) (д.)
- Ново (Высоковская с/а) (д.)
- Ново (Щуровская с/а) (д.)
- Ново-Павловское (с.)
- Новоселка (Покровская с/а) (с.)
- Новоселка (Давыдовская с/а) (д.)
- Новоселка (Краснооктябрьская с/а) (д.)
- Новоселка (Яковцевская с/а) (д.)

## О
- Оносово (с.)
- Опальнево (д.)
- Ораново (д.)
- Осипово (д.)

## П
- Павлово (Яковцевская с/а) (д.)
- Павлово (Краснооктябрьская с/а) (с.)
- Паникарово (д.)
- Пахомово (д.)
- Переславцево (с.)
- Пестово (д.)
- Петрилово (д.)
- Петровка (д.)
- Петряево (д.)
- Погорелка (Неверковская с/а) (д.)
- Погорелка (Высоковская с/а) (д.)
- Погорелка (Щуровская с/а) (д.)
- Подлесново (д.)
- Покровское (Покровская с/а) (с.)
- Покровское (Вощажниковская с/а) (с.)
- Покромитово (д.)
- Полово (д.)
- Поповка (Вощажниковская с/а) (д.)
- Поповка (Неверковская с/а) (д.)
- Попово (д.)
- Поповское (Давыдовская с/а) (д.)
- Поповское (Высоковская с/а) (д.)
- Починки (д.)
- Протасьево (с.)
- Прудищи (Андеевская с/а) (д.)
- Прудищи (Щуровская с/а) (д.)
- Псарево (д.)
- Пукесово (д.)
- Пысково (д.)

## Р
- Рагуйлово (д.)
- Раменка (д.)
- Раменье (д.)
- Ратышино (д.)
- Реброво (д.)
- Ревякино (д.)
- Редкошово (д.)
- Резанка (д.)
- Ременники (д.)
- Родионово (д.)
- Рождествено (д.)
- Русиново (д.)

## С
- Сабурово (д.)
- Савинское (с.)
- Свагуново (д.)
- Селище (д.)
- Семеновское (с.)
- Сигорь (д.)
- Сильники (д.)
- Слинцино (д.)
- Сносы (д.)
- Сосновка (д.)
- Спас-Подгорье (с.)
- Старково (д.)
- Старово (Андреевская с/а) (д.)
- Старово (Высоковская с/а) (д.)
- Старово (Вощажниковская с/а) (д.)
- Старово-Подборное (д.)
- Старово-Смолино (д.)
- Староселье (д.)
- Старостино (д.)
- Стеблево (д.)
- Степаново (д.)
- Стрелка (д.)
- Стрижово (д.)
- Стройцино (д.)
- Супорганово (д.)
- Сущево (с.)
- Сытино (д.)

## Т
- Таковая (д.)
- Тарандаево (д.)
- Тарасово (д.)
- Тархово (д.)
- Теперское (д.)
- Техтемерево (д.)
- Тимофейково (д.)
- Титово (Давыдовская с/а) (д.)
- Титово (Яковцевская с/а) (с.)
- Топтыково (д.)
- Трепарево (д.)
- Троицкое (д.)
- Труфанцево (Вощажниковская с/а) (д.)
- Труфанцево (Высоковская с/а) (д.)
- Туксаново (д.)
- Тумаково (д.)
- Турово (д.)
- Тчаново (д.)
- Тюфеево (д.)

## У
- Уславцево (д.)
- Усолово (д.)

## Ф
- Федосьино (д.)
- Фоминское (д.)
- Фролово (д.)

## Х
- Хаурово (д.)
- Хлобыстово (д.)
- Хмельники (д.)
- Хмельники (с.)
- Ховоры (д.)
- Холманы (д.)
- Хотеново (д.)

## Ц
- Цепелево (д.)
- Цымово (д.)

## Ч
- Черницы (д.)
- Чернятино (д.)
- Чудиново (д.)
- Чухолза (д.)

## Ш
- Шаньково (д.)
- Шипино (д.)

## Щ
- Щурово (с.)

## Ю
- Юренино (д.)
- Юркино (д.)

## Я
- Языково (д.)
- Яковцево (с.)
- Якшино (д.)
- Яшкурово (д.)